# Trebula Mutuesca

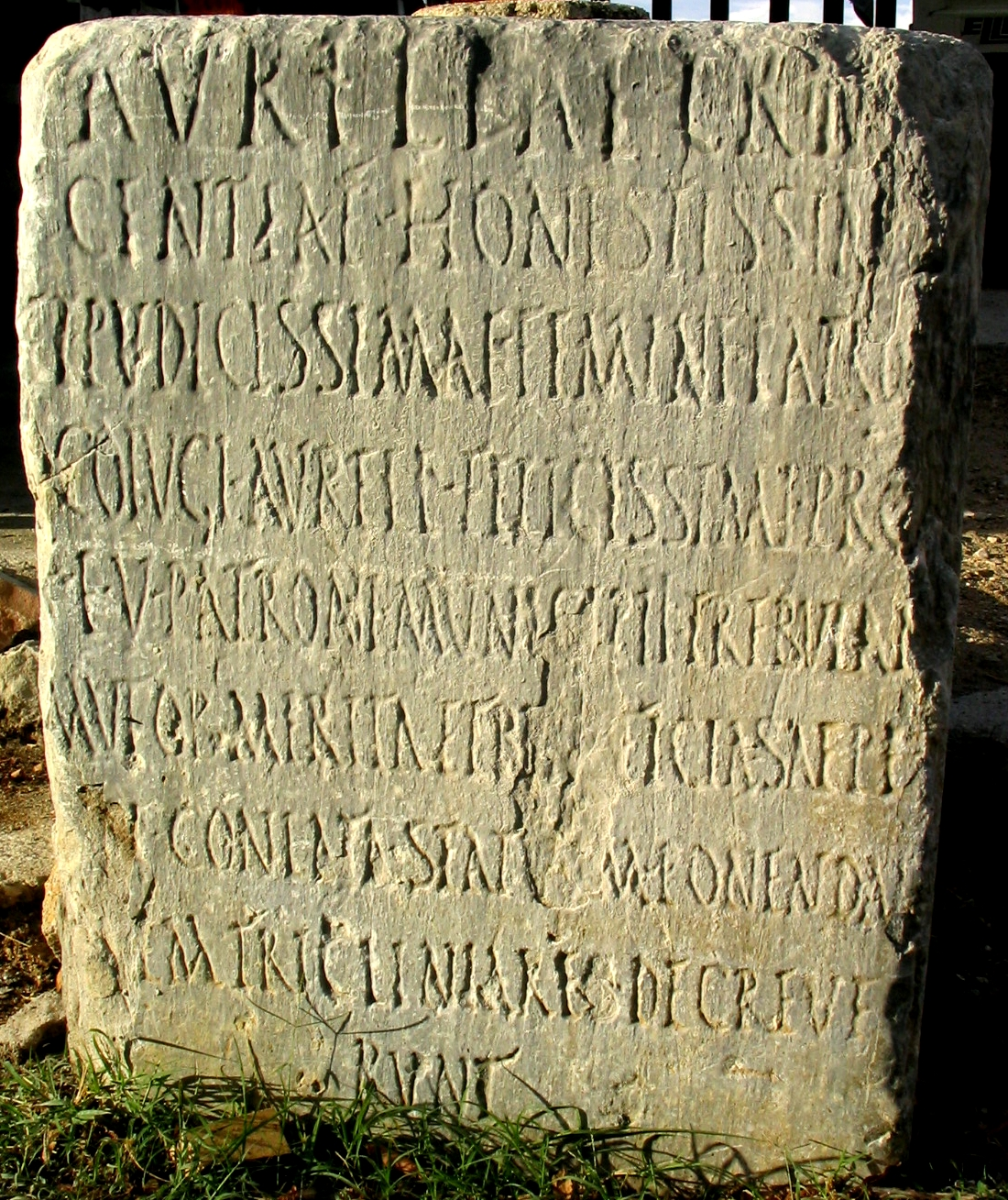
Inscripción romana en Monteleone Sabino, procedente de Trebula Mutuesca siglo I a. C.

Trebula Mutuesca fue una ciudad sabina que se hallaba en el Lacio, en la provincia de Rieti, en el territorio del actual pueblo de Monteleone Sabino, a unos 60 km de Roma.

## Datos históricos

### Nacimiento de la Ciudad
Las fuentes históricas antiguas colocan a Trebula Mutuesca como uno de los mayores centros sabinos por su producción de aceite de oliva. 
Su nombre deriva de trabes, casa de campo, pero ignoramos aún los orígenes de la palabra Mutuesca. En el siglo IV a. C. existía en la zona un santuario, dedicado a la Feronia, en el lugar que hoy es llamado Pantano, frecuentado probablemente por los pobladores que vivían en cabañas sobre las cumbres vecinas. Se tienen noticias de la existencia de un pueblo sólo en el siglo siguiente, nacido preparando un lugar estratégico a la vera de un eje viario. No lejos de la Vía Salaria.

### Romanización
La romanización de la Sabina desarrolló un propio y verdadero fenómeno de sinecismo — agrupación de pequeños pueblos en uno mayor— por lo que en el siglo I a. C. aparece una pequeña ciudad con organización, cargos públicos y centro propios.
Es durante el período entre el siglo I a. C. — en el que la localidad se convierte en municipio— y el II  d. C. en el que se construyen los edificios monumentales en Trebula Mutuesca: foro, termas y otros edificios públicos. Este impulso constructivo especialmente a partir del siglo II, tiene como protagonista a la familia Brutti Praestentes de la que procede Liberia Crispina emparentada con la familia imperial. 
Trebula Mutuesca, según lo testimonian las inscripciones en ella halladas, fue la patria del Cónsul Lucio Mumio. Éste se destacó por la victoria sobre Corinto que pone fin a la rebelión de la Liga aquea en el siglo II a. C. trayendo de Grecia estatuas como botín de guerra que obsequió a su ciudad.
Más tarde, la ciudad entró en una etapa de decadencia. Los habitantes la despoblaron para trasladarse a sitios más protegidos y en Edad augústea (44 a. C. a 14 d. C.) Trebula Mutuesca pasó a depender de Cures.

## Excavaciones del Templo
Las excavación en lo que se cree que era el templo comenzaron en los cincuenta con una pequeña exploración, continuaron en el 2000 hasta hoy. Han permitido reconstruir el pórtico de ingreso al templo, con muros perimetrales de breccia, originalmente en madera, sustituida más tarde por otro de 6 columnas en travertino y cubierta de ladrillo. El pavimento era de signino. Aún in situ se encuentran los restos de una columna de 3 m y la base de las demás. En el jardín adyasente a la iglesia románica de Santa Vittoria —en la que se ha reutilizado el material lapidario del antiguo templo&smdash; se ha encontrado una inscripción. En ella se menciona a un tal Pescenius como el donante de tres de las columnas y de una canaleta para drenar el agua de lluvia del techo, ofrecidos a la diosa Feronia. Esto certifica la permanencia de un culto local aún en época de romanización avanzada. Al final del pórtico se ha excavado una sala que termina con un muro en breccia y la base de lo que fuera la naos situada sobre el plano más elevado. Las excavaciones de la naos comenzaron en el 2005 y aún queda mucho por indagar. 
La historia del templo pudo haber tenido varias fases: 
- la fundación entre los años 265 a. C. y 240 a. C.
- la restauración del pórtico en el siglo II a. C.
- la construcción de un hogar a finales del siglo I,
- utilización del lugar como probable bodega entre los siglos I y II d. C.
- fase de abandono en el siglo V d. C.
- indicios de haber sido usada nuevamente y la construcción de horno y una calera.